# Vesele (Raión de Mykolaivka)
Vesele  (ucraniano: Веселе) es una localidad del Raión de Mykolaivka en el Óblast de Odesa de Ucrania. Según el censo de 2001, tiene una población de 143 habitantes.